# Hajna (wieś)
Hajna – wieś na Białorusi, w obwodzie mińskim, w rejonie łohojskim nad rzeką Hajna i Berezyną, położona 40 km od Mińska; 551 mieszkańców (2009).

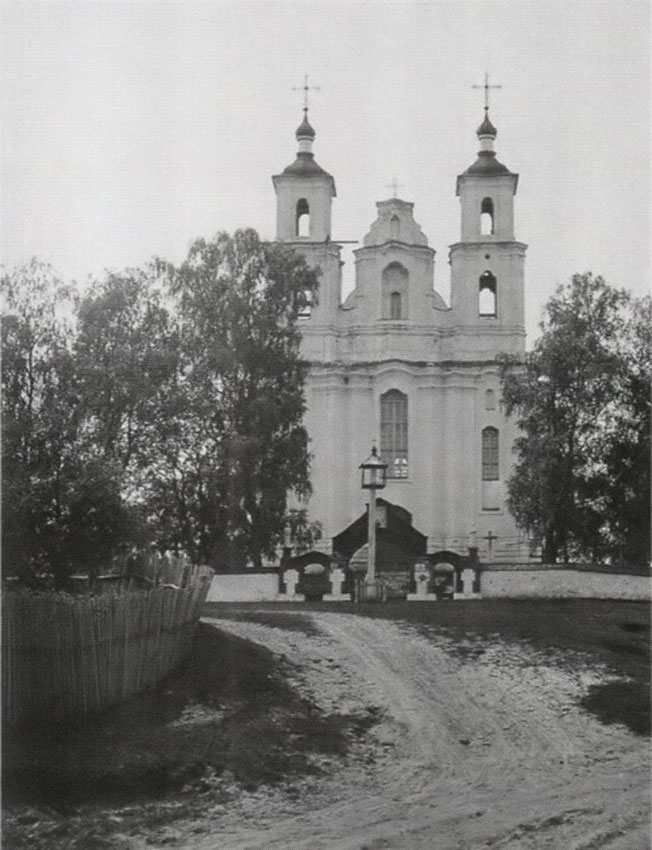
Kościół w Hajnie w 1900 roku (zburzony)

## Kościół w Hajnie
W Hajnie mieściła się tu jedna z najstarszych parafii na terenie Wielkiego Księstwa Litewskiego erygowana w 1386 lub 1387 roku przez Władysława Jagiełłę (obok sześciu innych), w związku z czym powstał tu kościół katolicki. Wkrótce dodatkowe uposażenie przekazał parafii książę Witold. W kościele znajdował się czczony przez ludność obraz Matki Boskiej Hajeńskiej. W 1514 roku przebywał tu przez trzy dni król Zygmunt Stary, by uczcić w tutejszym kościele zwycięstwo Konstantego Ostrogskiego nad Moskalami w bitwie pod Orszą. 
W 1788 roku z fundacji proboszczów Tyszkiewicza i Cydzika wybudowano tu barokowy kościół katolicki w stylu baroku wileńskiego. Po Powstaniu styczniowym okupacyjne władze rosyjskie zakazały nabożeństw katolickich i zamieniły kościół katolicki w cerkiew prawosławną. Do tego momentu w kościele dwa razy w tygodniu odprawiano mszę świętą za duszę Wielkiego Księcia Witolda Kiejstutowicza.
Kościół został znacznie uszkodzony w czasie II wojny światowej; po 1945 r. pozostałości budowli radzieccy saperzy wysadzili w powietrze.
W 1793 roku w Hajnie urodził się poeta Ignacy Szydłowski.

## Czasy obecne
Miejscowość jest siedzibą parafii prawosławnej (należącej do dekanatu łohojskiego eparchii borysowskiej Egzarchatu Białoruskiego Patriarchatu Moskiewskiego) – we wsi znajduje się cerkiew św. Michała Archanioła.

## Galeria

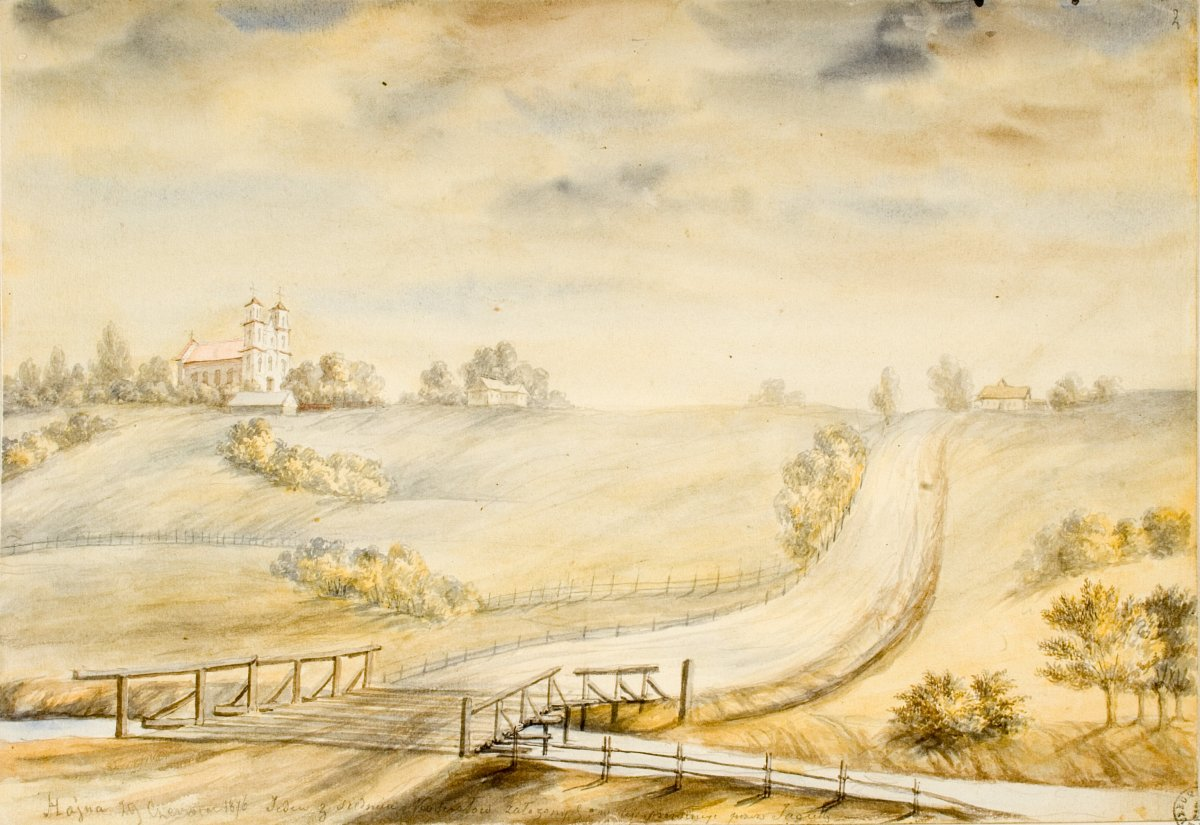
Widok Hajny z 1876 roku wg Napoleona Ordy
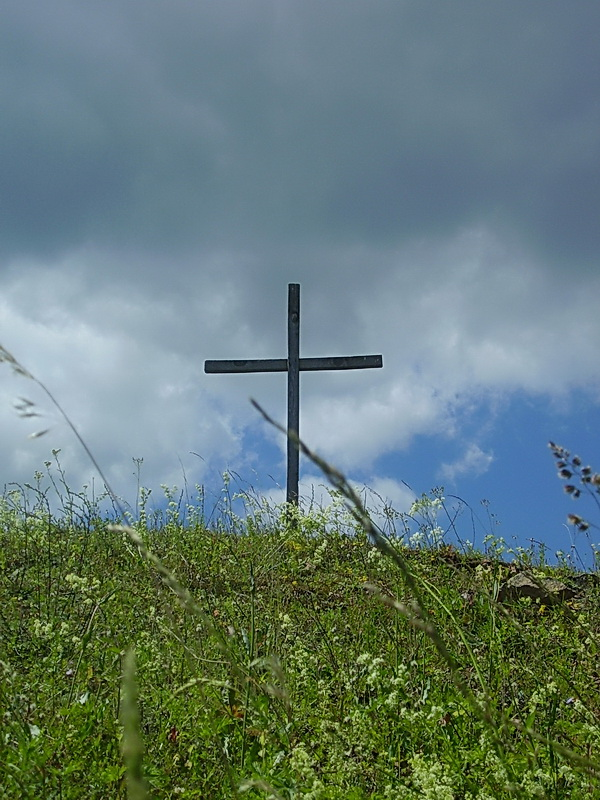
Krzyż na miejscu zburzonego kościoła
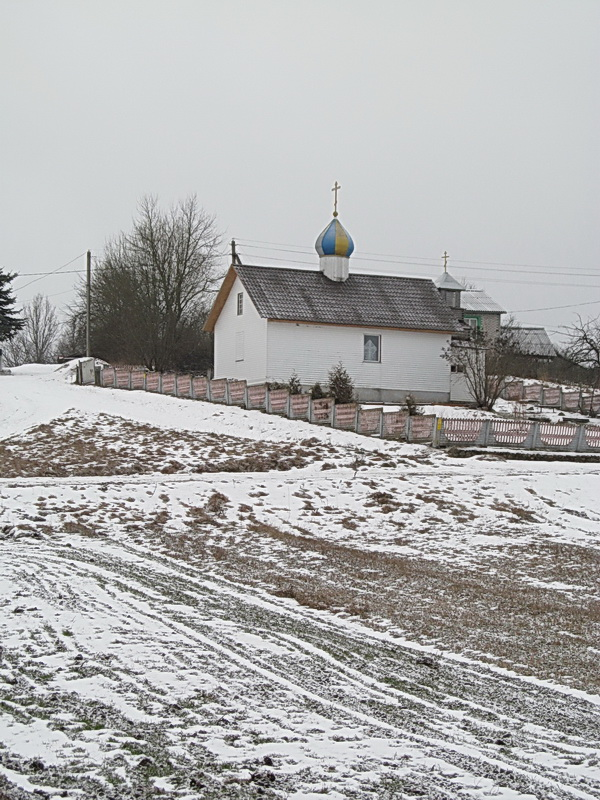
Cerkiew św. Michała Archanioła